# Роман Михайлович (князь брянский)
Роман Михайлович (ум. 1401†) — князь Брянский (после 1356, 1370-е) и великий князь Черниговский (до 1401), смоленский наместник великого князя литовского Витовта (1395—1401).

## Происхождение
Роман как правило считается сыном  Михаила Александровича, представителя старшей линии потомков Святослава Всеволодовича черниговского. Горский А. А. обратил внимание на то, что всего три князя занимали черниговский великокняжеский престол на протяжении всего XIV века, предположил, что Михаил Александрович мог не быть отцом Романа, и тогда великим князем черниговским между ними был, возможно, Пантелеймон Мстиславич из козельской линии Ольговичей. Однако, Пантелеймон Мстиславич Любецкого синодика как правило отождествляется с Мстиславом Святославичем, погибшим на Калке в 1223 году.
Войтович Л. В. полагает, что Михаил Александрович мог быть представителем только линии Романа Старого, аргументируя это переходом черниговского княжения к глуховским князьям в случае пресечения брянской линии. Поэтому он предположил существование Александра Романовича брянского из Ольговичей, брата Олега Романовича. Безроднов В. С. предположил наличие потомства у самого Олега Романовича.

## Биография
В 1356 году Брянск был захвачен великим князем Литовским Ольгердом. В 1371 году Ольгерд не включил чернигово-северские земли в список земель, на которых просил константинопольского патриарха о создании особой митрополии, а при заключении Любутского мира в 1372 году между Литвой и Москвой в качестве брянского князя упоминался Дмитрий Ольгердович. В то время Роман был только великим князем Черниговским, а в 1375 году Роман упоминается летописью как брянский князь в связи с совместным походом московских, брянских и смоленских войск на Тверь. В 1380 году Роман участвовал в Куликовской битве.
С периодом пребывания в Северо-Восточной Черниговщине Романа Михайловича в годы его изгнания из Брянска, связано клеймение монет тамгой-черниговским трезубцем, которое отражает его противостояние князю Дмитрию Ольгердовичу. Наличие черниговского трезубца на монетах и титулование Романа Михайловича «брянским князем» в летописях, свидетельствует о том, что, будучи смещённым с брянского стола, он не желал расставаться со своим высоким статусом. Трезубец Романа Михайловича воспроизводит древнюю геральдику старшей ветви черниговских князей XII века.
После удачного похода польско-литовских войск на Смоленское княжество в 1395 году и захвата Витовтом в плен Глеба Святославича Смоленского Роман стал литовским наместником в Смоленске. После разгрома Витовта ордынцами в битве на Ворскле в 1399 году, в которой погиб Глеб, литовское влияние в Смоленске ослабло, и с помощью Олега Рязанского смоленским князем стал брат Глеба, Юрий Святославич. Роман Михайлович был убит. У него был сын Семён и дочь Ольга.